# Escriptura de l'Indus
L’escriptura de l'Indus és un sistema de símbols desenvolupat per la civilització de la vall de l'Indus durant els períodes de Kot Diji i Harappa madura, entre el 3.500 i el 1.900 aC. La majoria d'inscripcions són molt curtes, fet que dificulta determinar si aquests símbols constitueixen o no una forma d'escriptura. No hi ha cap inscripció bilingüe coneguda, i el codi segueix sense desxifrar malgrat els nombrosos intents en aquest sentit.
Els símbols de Harappa van ser publicats per primera vegada l'any 1875, en un dibuix d'Alexander Cunningham. Des d'aleshores s'han descobert més de 4.00o objectes amb inscripcions, alguns en lloc tant distants com Mesopotàmia. A principis de la dècada de del 1970, Iravatham Mahadevan va publicar un corpus lingüístic i una concordància de les inscripcions de l'Indus on llistava 3.700 segells i 417 signes diferents en patrons específics. Va assenyalar que la inscripció mitjana contenia cinc símbols, i la més llarga contenia només 26 símbols en una única línia. També establia la direcció de l'escriptura de dreta a esquerra.
Alguns estudiosos, com G.R. Hunter, S. R. Rao, John Newberry, Krishna Rao, i Subhash Kak defensen que l'escriptura bràmica està connectada al sistema de l'Indus, mentre que d'altres com Iravatham Mahadevan, Kamil Zvelebil i Asko Parpola proposen una vinculació amb les llengües dravídiques. Una altra possibilitat que ha estat plantejada és que la tradició de l'Indus hagués tingut continuïtat en els símbols de les cultures megalítiques de l'Índia meridional i central (i Sri Lanka), que probablement no constitueixen una escriptura lingüística però que podria tenir algunes coincidències amb l'inventari de símbols de l'Indus.

## Perioditzacions
La nomenclatura més comunament usada, classifica la civilització de la Vall de l'Indus en la Fase d'Harappa primerenca, madura i tardana. La civilització de l'Indus va estar precedida per llogarets agrícoles locals, des d'on les planes fluvials es van poblar quan es va fer disponible la gestió de l'aigua, creant una civilització integrada. Aquest interval de temps més ampli també s'ha denominat l'Era de l'Indus, i la tradició de la vall de l'Indus.

## Ús

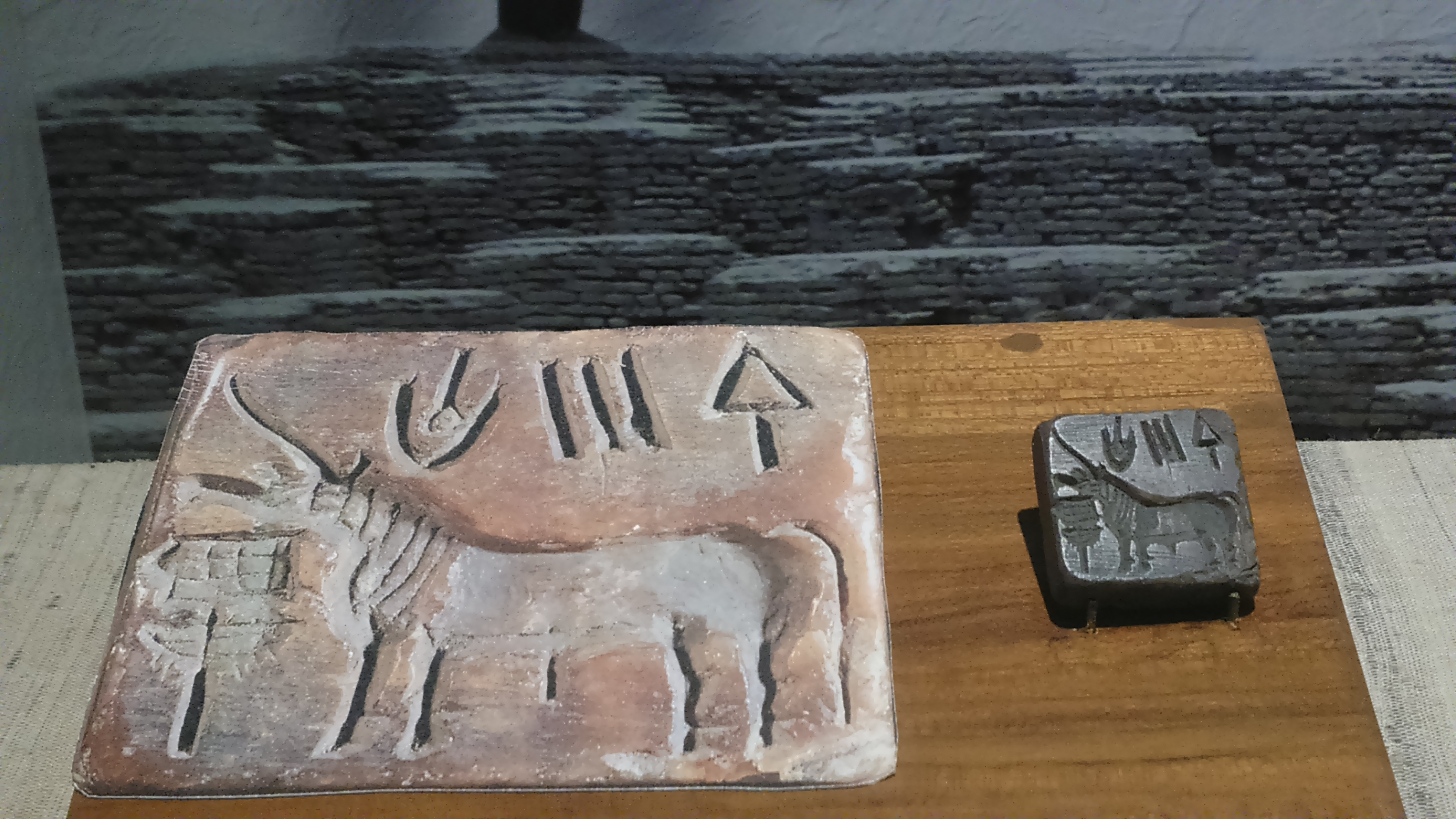
Segell acompanyat d'un unicorn.

Les excavacions arqueològiques han recuperat més de 4.000 objectes inscrits amb l'escriptura de l'Indus. Majoritàriament es tracta de taules de pedra llisa de petites dimensions, quadrades o rectangulars, anomenades «segells». Sovint, els segells van acompanyats de representacions d'animals com toros, elefants, rinoceronts, búfals d'aigua o unicorns.
També s'han trobat símbols sobre gerros de ceràmica, taules de coure, utensilis diversos de bronze i sobre vares d'or i ivori. En canvi, no han aparegut inscripcions en parets, làpides de tombes o taules d'argila, com és habitual en d'altres sistemes d'escriptura.

### Harapa madura
A partir del segle xix aC cessa l'ús sistemàtic de dels símbols, coincidint amb l'última etapa de la civilització Harappa madura. S'han trobat alguns objectes inscrits amb símbols similars en excavacions d'assentaments del segle xvi aC, però ni la datació ni la identifiació dels símbols són conclusius. Les exploracions en terra a la vora de Bet Dwarka a Gujarat van revelar la presència dels últims segells de l'Indus que representen un animal de tres caps, un atuell de terrissa inscrit en el que es diu que és un signe tardà d'Harappa, i una gran quantitat de ceràmica. La data de termoluminescència per a la ceràmica és 1528 BCE. Aquesta evidència s'ha utilitzat per afirmar que un símbol tardà d'Harappan es va usar fins al voltant de 1500 aC.

## Característiques

Inscripció de deu caràcters trobats a Dholavira.

Els primers exemples del sistema de símbols es troben en un context de civilització primerenca d'Harappa i Indus, datat possiblement ja al segle 35 aC., i la primera publicació d'un segell amb símbols d'Harappan data de 1875, en un dibuix d'Alexander Cunningham. Els caràcters són principalment pictòrics, però inclouen molts signes abstractes. Es creu que la direcció de l'escriptura és de dreta a esquerra (perquè en alguns casos els símbols es troben comprimits al cantó esquerra, com si l'escriptor s'estén quedant sense espai al final de la línia), però en alguns casos se segueix un estil boustrofèdic.
El nombre de símbols diferents pot variar entre 60 o 500 depenent dels criteris d'identificació i recompte, però el consens entre els experts és que el nombre de símbols diferents es troba al voltant dels 400. Com que és una xifra massa elevada perquè cada caràcter representi un fonograma, es suposa que es tractaria d'una escriptura logo-sil·làbica.
Els objectes descoberts contenen quatre o cinc caràcters de mitjana. La inscripció més llarga descoberta en una única superfície conté 17 símbols, sense cap repetició. Però la majoria d'especialistes consideren que la inscripció més llarga seria una sèrie de 26 símbols que sembla tenir continuïtat al llarg de tres de les cares laterals d'una peça.

## Descifrabilitat
Una hipòtesi oposada que ha estat oferta per Michael Witzel i Steve Farmer, és que aquests símbols són signes no lingüístics que simbolitzen famílies, clans, déus i conceptes religiosos, similars als components d'escuts o tòtems. En un article de 2004, aquests autors van presentar una sèrie d'arguments que indicaven que la seqüència de comandos de l'Indus no és lingüística, entre ells per l'extrema brevetat de les inscripcions, l'existència de massa signes estranys —que augmenten en els 700 anys del període de la civilització Harappa madura—), i la falta de la repetició del signe d'aspecte aleatori típic del llenguatge.
Asko Parpola, en revisar la tesi de Farmer, Sproat i Witzel el 2005, va afirmar que els seus arguments «poden ser fàcilment controvertits». Va citar la presència d'un gran nombre de signes estranys en xinès, i va emfasitzar que n'hi havia «poques raons per a la repetició del senyal en textos curts de segells escrits en una escriptura inicial de síl·laba i logotip». Revisant les proposicions en una conferència de 2007, Parpola va assumir cadascun dels deu arguments principals de Farmer i companys, presentant contra arguments per a cadascun.
Un document de 2009, publicat per Rajesh PN Rao, Iravatham Mahadevan i d'altres en la revista Science també va qüestionar l'argument que la seqüència de comandos de l'Indus podria haver estat un sistema de símbols no lingüístics. L'article va concloure que l'entropia condicional de les inscripcions de l'Indus que coincideix estretament amb les dels sistemes lingüístics com el sistema logotip-sil·làbic sumeri, vèdic, etc., encara que els autors tenen cura de per subratllar que això no implica en si mateix que el signe sigui lingüístic. Un estudi de seguiment va presentar una evidència addicional en termes d'entropies de seqüències més llargues de símbols més enllà dels parells.
Tanmateix, Sproat va afirmar que existien una sèrie de malentesos a Raoet i d'altres, inclosa la falta de poder discriminatori en el seu model, i va argumentar que l'aplicació del seu model a sistemes no lingüístics coneguts, com els símbols de la deïtat de Mesopotàmia, van produir resultats similars a la seqüència de signes de l'Indus. L'argument de Rao i d'altres contra les afirmacions de Sproat i la resposta de Sproat es va publicar en Computational Linguistics al desembre de 2010. L'edició de juny de 2014 de la revista Language presenta un document de Sproat que proporciona una evidència addicional que la metodologia de Rao i companys, és defectuosa. La refutació de l'article de Sproat el 2014 i la resposta de Sproat es van publicar en l'edició de desembre de 2015 de Language.

### Darrers intents
Amb els anys, s'han proposat nombrosos desxiframents, però no existeix un consens acadèmic establert. Els següents factors són en general considerats com els més grans obstacles per a un desxifrat reeixit:
- El llenguatge subjacent no ha estat identificat, encara que uns 300 prèstecs del Rigveda són un bon punt de partida per a la comparació.[34][35]
- La longitud mitjana de les inscripcions éas de menys de cinc signes, el més llarg només 26 signes de longitud.[22]
- No s'han trobat textos bilingües —com a la Pedra de Rosetta.

El tema és popular entre els investigadors aficionats, i hi ha hagut diverses afirmacions de desxifrat —mútuament excloents.

### Hipòtesi de Dravidian
L'erudit rus Iuri Knorozov va suggerir, basat en l'anàlisi d'informàtica, el llenguatge Dravidian com el candidat més probable per al llenguatge subjacent del codi. El suggeriment de Knorozov va ser precedit pel treball d'Enric Heras i Sicars, qui també va suggerir diverses lectures de signes basades en una suposició proto-Dravidiana.
L'erudit finlandès Asko Parpola va escriure que l'escriptura de l'Indus i la llengua Harappan «probablement pertanyien a la família Dravidian». Parpola va liderar un equip finlandès a les dècades de 1960 i 1980 que, a l'igual de l'equip soviètic de Knorozov, va treballar per investigar les inscripcions utilitzant anàlisis informàtiques. Amb la base en una suposició proto-Dravidiana, els equips van proposar lectures de molts signes. Molta gent va estar d'acord amb les lectures suggerides d'Heras i Knorozov, una d'elles va ser legitimada quan es va insinuar la paraula Dravidian per a tots dos 'peix' i 'estel', "min" mitjançant dibuixos de les dues coses juntes en els segells d'Harappan. Una descripció completa de l'obra de Parpola fins a 1994 apareix en el seu llibre Deciphering the Indus Script.
Iravatham Mahadevan, un altre historiador que dona suport la hipòtesi de Dravidian, diu: «podem esperar que les arrels proto-dravídiques de la llengua Harappan i les llengües Dravidian del sud de l'Índia siguin similars. Aquesta és una hipòtesi […] Però no tinc il·lusions en desxifrar la seqüència de comandos de l'Indus, i no em penedeixo». Segons Mahadevan, una pedra celt (s ɛ l t) descoberta a Mayiladuthurai (Tàmil Nadu) té les mateixes marques que la dels símbols de l'escriptura de l'Indus. La celt data del començament del mil·lenni II aC., declivi d'Harapan després d'aquesta data. Mahadevan considera això com evidencia que el mateix llenguatge està sent utilitzat pel poble neolític del sud de l'Índia i l'Harapan tardà.
Al maig de 2007, el Departament d'Arqueologia de Tàmil Nadu va trobar olles amb símbols de cap de fletxa durant una excavació a Melaperumpallam a la vora de Poompuhar. Es diu que aquests símbols tenen una semblança sorprenent amb els segells desenterrats a Mohenjo-Daro al Pakistan actual, en la dècada de 1920.

### Hipòtesi "sànscrita"
L'arqueòleg indi Shikaripura Ranganatha Rao va afirmar haver desxifrat l'escriptura de l'Indus. Ho va comparar amb l'alfabet fenici i li va assignar valors de so basats en aquesta comparació. El seu desxiframent resulta en una lectura «sànscrita», que inclou els nombres aeka, tra, chatus, panta, happta/sapta, dasa, dvadasa, sata (1, 3, 4, 5, 7, 10, 12, 100). També va notar una sèrie de sorprenents similituds en la forma entre els personatges tardans d'Harappan i les lletres fenícies, argumentant que el codi fenici va evolucionar a partir de l'escriptura d'Harappa, i no, com suggereix la teoria clàssica de l'escriptura protosinaítica.
John E. Mitchiner va desestimar alguns d'aquests intents de desxifrat. Mitchiner va esmentar que «un intent més sensat però fins i tot molt subjectiu i poc convincent de discernir una base indoeuropea al codi, ha estat el de Rao».
També s'ha cercat suport per a una connexió entre la seqüència de codis de l'Indus i la seqüència del Brahmi, a causa de les similituds gràfiques entre Brahmi i la de la tardana d'Harappan. Una gran quantitat de símbols i nombres dels dos codis coincideixen.

### Hipòtesis miscel·lànies
Hi ha hagut diverses hipòtesis respecte del llenguatge pertanyent al codi de l'Indus. Un dels més comuns ha estat que el codi pertany a la llengua indo-ari. Tanmateix, hi ha molts problemes amb aquesta hipòtesi. Un d'important inclou: ja que les persones pertanyents a les cultures indoeuropees sempre estaven en moviment, els cavalls exercien un paper molt important a les seves vides o, com va dir Parpola: «No hi ha escapatòria del fet que el cavall va tenir un paper central en les cultures vèdica i iranià...» (Parpola, 1986). Tanmateix, no s'han trobat representacions de cavalls en inscripcions ni restes de cavalls en el subcontinent abans del 2000 aC. Per tant, és molt probable que no hi hagi hagut parlants aris presents abans de d'aquesta data al la Vall de l'Indus. Una segona hipòtesi, encara que no tan popular, és que la seqüència de codis de l'Indus pertany a la família de llengües Munda. Aquesta família de llengües es parla principalment a l'est de l'Índia, i està relacionada amb alguns idiomes del sud-est asiàtic. Tanmateix, a l'igual de la llengua indo-ària, el vocabulari reconstruït de Munda primerenc, no reflecteix la cultura d'Harappan. Per tant, la seva candidatura per ser la llengua de la Civilització de l'Indus és molt menor.
Els erudits també comparen l'escriptura de la vall de l'Indus amb un sistema d'escriptura de l'antiga Pèrsia, conegut com a Elamita lineal. Les dues llengües eren contemporanies entre si. Els erudits van obtenir coneixement de la llengua elamita d'un monument bilingüe nomenat Taula del Lleó al museu del Louvre. El monument contenia el mateix text en accadi, un sistema d'escriptura conegut, i a elamite lineal. En comparar aquest llenguatge antic amb el codi d'Indus, s'han trobat diversos símbols similars.
La inscripció de Dholavira és una de les més llargues de l'Indus, amb un símbol que apareix quatre vegades, i aquest amb la seva gran mida i naturalesa pública ho converteixen en una peça clau d'evidència citada pels estudiosos que argumenten que el codi de l'Indus representa l'alfabetització completa. Altres llengües connectades amb el codi inclouen les austroasiàtiques i les sinotibetanes. Altres possibilitats inclouen aïllaments de llengües properes com el buruixaski, el kusunda i el nihali, així com la morta civilització sumèria amb la qual hi va haver contactes comercials.

## Codificació
Als símbols de l'Indus se'ls ha assignat el codi ISO 15924 "Inds". La seqüència que presentava es va proposar per a la codificació a Supplementary Multilingual Plane el 1999; tanmateix, l'organització Consortium Unicode encara mostra la proposta en estat pendent. A la Conferència Internacional sobre Mohenjodaro i la Civilització de la Vall de l'Indus 2017, es va observar que dos enginyers de llengües, Amar Fayaz Buriro i Shabir Kumbhar, han dissenyat tots els 1839 signes del codi de l'Indus i presentat una font desenvolupada.